# ザ・ウォークメン
ザ・ウォークメン（The Walkmen）は、アメリカのインディー・ロック・バンド。ニューヨークとフィラデルフィアを拠点に活動している5人組。オルガンをフィーチャーしたアンニュイなインディー・ロック・サウンドを特徴とする。

## 来歴

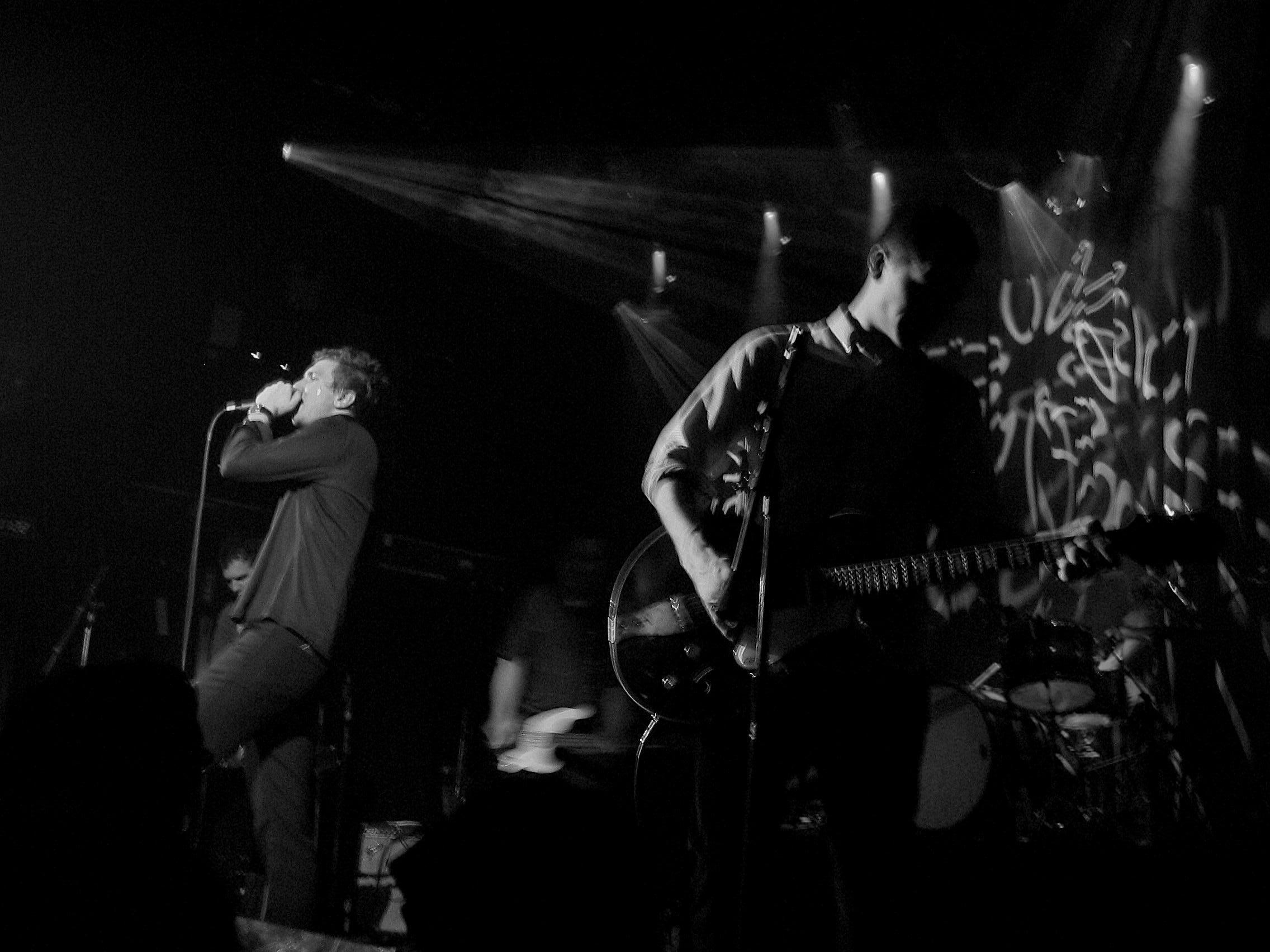
ライブで演奏するバンド（2004年）

2000年、解散したジョナサン・ファイアー・イーターとリコイズという2つのバンドのメンバーが集まりザ・ウォークメンが結成される。
2002年、ファースト・アルバム『Everyone Who Pretended to Like Me Is Gone』をStartime Internationalからリリース。批評家から評価され、ニューヨーク・シーンの若手として注目を浴びた。
2004年、セカンド・アルバム『ボウズ・アンド・アロウズ』をRecord Collectionからリリース。多くの批評家から高く評価され年間ベスト・アルバムの一つとしてあげられた。特にアルバムからのシングル「The Rat」の評価が高く、音楽メディアが発表した2000年代のベスト・ソング・リストにおいて、『NME』で13位、ピッチフォークで20位となり、バンドの代表曲となった。
2006年、サード・アルバム『A Hundred Miles Off』をRecord Collectionからリリース。同年、カバー・アルバム『"Pussy Cats" Starring The Walkmen』もリリースしている。
2008年、アルバム『You & Me』をGiganticからリリース。
2010年、アルバム『リスボン』をファット・ポッサムからリリース。ポルトガルのリスボンへの旅にインスパイアされ製作されたアルバムで、プロデューサーにクリス・ゼーンとジョン・コングレトンの2人を迎え、2年間の制作期間を経て完成した。
2012年、アルバム『Heaven』をファット・ポッサムからリリース。このアルバムのツアーの後、バンドは活動を休止した。

## メンバー
- ハミルトン・リーサウザー (Hamilton Leithauser) - ボーカル、ギター
- ポール・マルーン (Paul Maroon) - ギター、ピアノ
- ウォルター・マーティン (Walter Martin) - オルガン、ベース
- ピーター・バウアー (Peter Bauer) - ベース、オルガン
- マット・バリック (Matt Barrick) - ドラム

## ディスコグラフィ

### スタジオ・アルバム
- Everyone Who Pretended to Like Me Is Gone (2002年)
- 『ボウズ・アンド・アロウズ』 - Bows + Arrows (2004年) ※全英63位
- A Hundred Miles Off (2006年) ※全米163位
- "Pussy Cats" Starring The Walkmen (2006年) ※カバー・アルバム
- You & Me (2008年) ※全米71位
- 『リスボン』 - Lisbon (2010年) ※全米27位、全英92位
- Heaven (2012年) ※全米30位、全英82位